# Charles Ardagh Langley
Charles Ardagh Langley CB, CBE, MC (s ploščico), britanski general, * 23. avgust 1897, † 21. november 1987.
V svojem vojaškem in civilnem življenju se je ukvarjal z železniškim transportom.